# Балка Дудникова
Балка Дудникова, Яр Кобильчин — балка (річка) в Україні у Балаклійській міській громаді Ізюмського району Харківської області. Права притока річки Середньої Балаклійки (басейн Дону).

## Опис
Довжина балки приблизно 8,01 км, найкоротша відстань між витоком і гирлом — 6,83  км, коефіцієнт звивистості річки — 1,17 . Формується декількома струмками та загатами.

## Розташування
Бере початок на південно-східній околиці села Степок. Тече переважно на південний схід і на південно-західній околиці села Яковенкове впадає у річку Середню Балаклійку, праву притоку річки Балаклійки.
У довідниках і на картах ХІХ ст. під назвою Яр Дудників (Дувників) зазначена інша притока Середньої Балаклійки, що розташовується вище за її течією.

## Притоки
- Яр Жуків ― ліва притока[3][5]

## Цікаві факти
- У XX столітті на балці існували декілька природних джерел, молочно, -свино-тваринні ферми (МТФ, СТФ) та декілька газових свердловин[1].